# 1964 في الكويت

## المناصب
- أمير الدولة : عبد الله السالم الصباح
- رئيس الوزراء: صباح السالم الصباح

## مواليد
- حاكم المطيري - ناشط سياسي.
- فيصل الدويسان - سياسي.
- وليد الطبطبائي - سياسي.
- صفاء الهاشم - سياسية.
- حمد السعيد - شاعر.
- رولا دشتي - سياسية.
- عالية شعيب - روائية.

## وفيات
بدر شاكر السياب، شاعر عراقي.